# 汉堡大轰炸

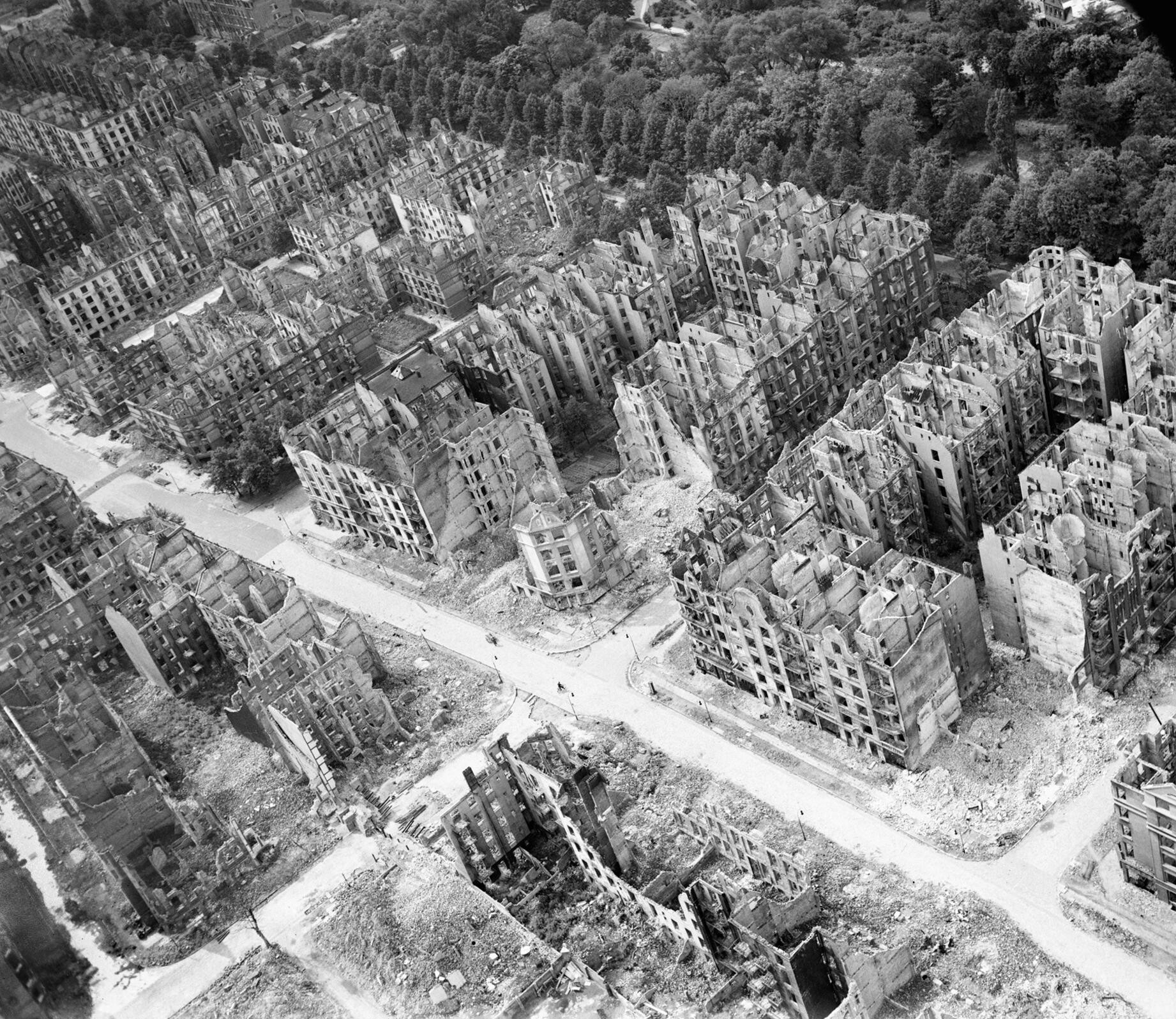
战后的汉堡

汉堡轰炸，又名蛾摩拉行动（Operation Gomorrah），是指第二次世界大战期间，从1943年7月24日开始到8月3日，英国皇家空军对德国第二大城市，重要港口和工业中心汉堡进行的多次猛烈轰炸。这是空战史上最大的战役之一，被称为德国的广岛。策划者是英国首相温斯顿·丘吉尔和英国皇家空军元帅阿瑟·哈里斯。

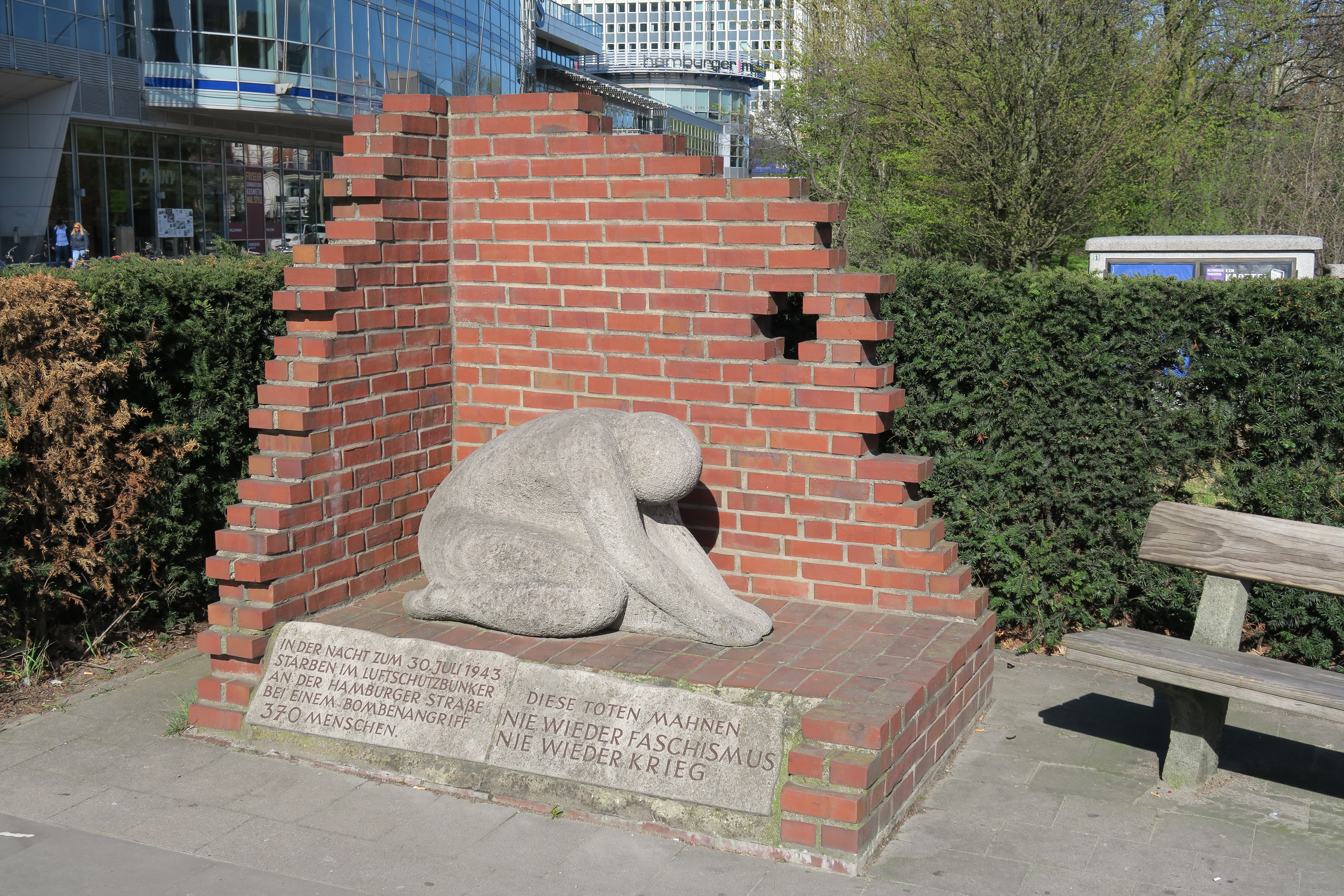
轰炸纪念物，上面刻着：“1943年7月30日夜，370人死在汉堡大街防空洞。记住死者。再也不要法西斯。再也不要战争”

蛾摩拉行动动用了3000架飞机，投弹约9000吨，燃烧造成800℃的高温，轰炸造成至少50,000人死亡，其中大部分是平民，摧毁房屋25万栋，一半以上城市被摧毁，致使100万平民无家可归。
在汉堡，有一些有关这次轰炸的纪念物，例如汉堡圣尼古拉教堂。许多战后重建的房屋都标有“毁于1943年，重建于”字样。